# Loco Moco

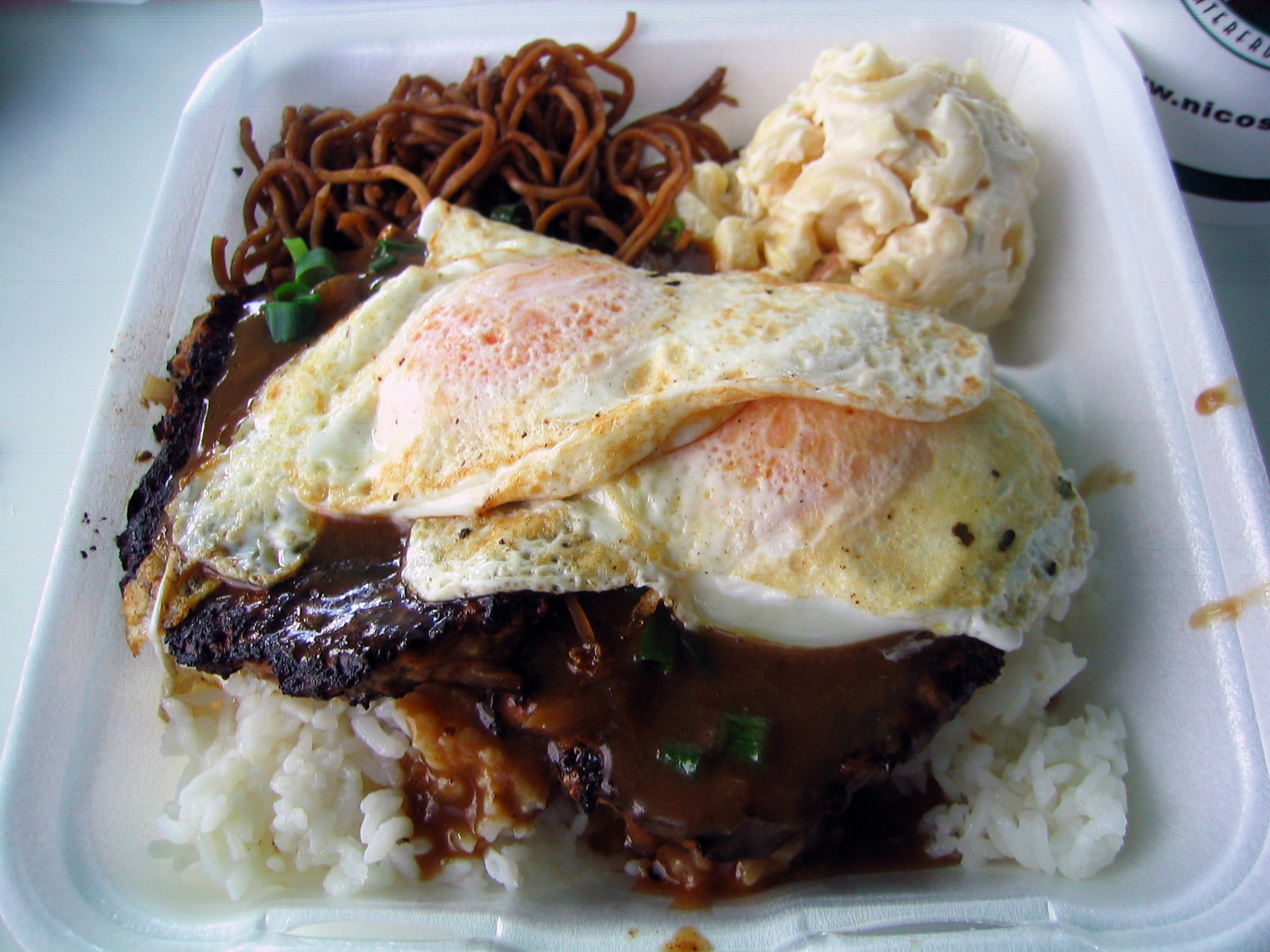
Loco Moco als Tellergericht, mit gebratenen Saimin und Nudelsalat

Loco Moco ist ein Gericht aus der hawaiischen Küche.
Es existieren zahlreiche Variationen, aber grundsätzlich besteht die Speise aus weißem Reis mit einer Frikadelle, einem gebratenen Ei und brauner Bratensauce. Die Variationen können beispielsweise Frühstücksspeck, Schinken, Frühstücksfleisch, (Kālua-)Schweinefleisch, Linguiça (Wurst), Teriyaki-Rind/Huhn, Shrimps oder Austern beinhalten.